# Moumoon
Moumoon (viết là moumoon) là một ban nhạc pop gồm hai thành viên, ca sĩ kiêm người viết lời Yuka và soạn nhạc Kōsuke Masaki. Thành lập từ năm 2005, ban nhạc ký hợp đồng với hãng đĩa indies Gate Records vào 2006, phát hành single đầu tay "Flowers/Pride", cùng mini-album Flowers tháng Chín cùng năm. Năm 2007, họ rời Gate Records để ký hợp đồng với hãng đĩa hàng đầu Nhật Bản Avex Trax, và phát hành mini-album thứ hai, Love Me? vào tháng Tám. Tên của ban nhạc là sự kết hợp của từ tiếng Pháp "Mou" và từ tiếng Anh "Moon", ghép vào có nghĩa là "Mặt Trăng dịu dàng".
Ngày 30 tháng 11 năm 2020, moumoon thông báo rời hãng đĩa Avex Trax sau khi không gia hạn hợp đồng và sẽ tiếp tục hoạt động với tư cách nghệ sĩ độc lập. Đây là kết quả của cuộc cắt giảm chi phí từ hãng đĩa do hậu quả của đại dịch Covid-19. 
Ngày 27 tháng 3 năm 2022, thông qua tài khoản Instagram chính thức của nhóm, hai thành viên Masaki và Yuka thông báo họ đã kết hôn vào một ngày trước đó sau 18 năm làm bạn bè.

## Thành viên
YUKA
- Sinh nhật: 3 tháng 12, 1985 (39 tuổi)
- Nguyên quán: Tokyo
- Sở thích: Vẽ, nấu ăn, xem phim, đọc sách, viết, đi dạo.

Yuka sinh ra và lớn lên trong một gia đình có truyền thống âm nhạc, mẹ cô là giảng viên dạy nhạc và bố là nghệ sĩ violin. Năm 16 tuổi cô đến Mỹ du học, sau đó quay về Nhật Bản để hoàn thành chương trình giáo dục phổ thông.
Năm 2016, Yuka kết hôn với một người bạn lâu năm, tuy nhiên đã ly dị vào tháng 4 năm 2018.
Kōsuke Masaki
- Sinh nhật: 22 tháng 6, 1977 (47 tuổi)
- Nguyên quán: Ishikawa
- Sở thích: Trượt tuyết, chơi golf, bóng chày, ăn cà-ri.

Giống như Yuka, Kousuke được định hướng âm nhạc từ rất sớm, anh được mẹ dạy chơi piano từ khi còn nhỏ. Ở tuổi 17, Kousuke đến Mỹ du học và sau đó quay về Nhật Bản học tiếp đại học. Sau khi tốt nghiệp, anh bước vào con đường sáng tác chuyên nghiệp và đã có cơ hội làm việc chung với một số nghệ sĩ nổi tiếng.

## Danh sách đĩa hát

### Album

#### Album nguyên bản
| Year | Album                                                                                                   | Xếp hạng Oricon | Doanh số |
| ---- | --- | --------------- | -------- |
| 2008 | moumoon - Phát hành: 12/11/2008 - Hãng đĩa: Avex Trax (AVCD-23682) - Format: CD, CD + DVD               | 32              |          |
| 2011 | 15 Doors - Phát hành: 02/03/2011 - Hãng đĩa: Avex Trax (AVCD-38231) - Format: CD, CD + DVD              | 8               | 29,401   |
| 2012 | No Night Land - Phát hành: 08/02/2012 - Hãng đĩa: Avex Trax (AVCD-38433) - Format: CD, CD + DVD         | 9               | 15,846   |
| 2013 | PAIN KILLER - Phát hành: 30/01/2013 - Hãng đĩa: Avex Trax (AVCD-38683) - Format: CD, CD + DVD           | 12              | 8,557    |
| 2014 | Love Before We Die - Phát hành: 29/01/2014 - Hãng đĩa: Avex Trax (AVCD-38829) - Format: CD, CD + DVD    | 15              | 7,411    |
| 2015 | It's Our Time - Phát hành: 15/07/2015 - Hãng đĩa: Avex Trax (AVCD-93149) - Format: CD, CD + DVD         | 8               |          |
| 2018 | Flyways - Phát hành: 13/04/2018 - Hãng đĩa: Avex Trax (AVCD-93838) - Format: CD, CD + DVD, CD + Bluray  | 23              | 3,075    |
| 2019 | NEWMOON - Phát hành: 06/03/2019 - Hãng đĩa: Avex Trax (AVCD-96219) - Format: CD, CD + DVD, CD + 2Bluray |                 |          |

#### Mini-album
| Năm  | Album | Xếp hạng Oricon | Doanh số |
| ---- | --- | --------------- | -------- |
| 2006 | Flowers - Released: (6/9/2006) - Hãng đĩa: Gate Records (GTCR-05026) - Format: CD                                | 63              |          |
| 2007 | Love Me? - Phát hành: 22/8/2007 - Hãng đĩa: Avex Trax (AVCD-23321) - Format: CD                                  | 84              |          |
| 2010 | Refrain (リフレイン Rifurein) - Phát hành: 24/3/2010 - Hãng đĩa: Avex Trax (AVCD-38029/B) - Format: CD, CD + DVD | 66              | 3,338    |
| 2010 | SPARK - Phát hành: 7/7/2010 - Hãng đĩa: Avex Trax (AVCD-38105/B) - Format: CD, CD + DVD                          | 7               | 60,482   |

### Đĩa đơn
| Năm  | Đĩa đơn                                 | Xếp hạng Oricon | Doanh số | Album                      |
| ---- | --------------------------------------- | --------------- | -------- | -------------------------- |
| 2006 | "Flowers/Pride"                         | 106             |          | Flowers                    |
| 2007 | "Do You Remember?"                      | 83              |          | moumoon                    |
| 2008 | "Tiny Star"                             | 47              |          | moumoon                    |
| 2008 | "more than love"                        | 49              |          | moumoon                    |
| 2009 | "EVERGREEN"                             | 54              |          | 15 Doors                   |
| 2009 | "On the Right"                          | 50              |          | 15 Doors                   |
| 2009 | "Aoi Tsuki to Ambivalence na Ai"        | 36              | 3,147    | Refrain 15 Doors           |
| 2010 | "Sunshine Girl"                         | 10              | 35,541   | SPARK 15 Doors Pain Killer |
| 2010 | "Let's Dance in the Moonlight"          | 19              | 8,555    |                            |
| 2010 | "moonlight / Sky High / YAY"            | 18              | 11,439   | 15 Doors                   |
| 2010 | "My Secret Santa"                       | 29              | 6,087    |                            |
| 2011 | "Chu Chu"                               | 11              | 12,812   | No Night Land              |
| 2011 | "Uta wo Utaou"                          | 27              | 4,163    | No Night Land              |
| 2012 | "Love is Everywhere"                    | 33              | 3,011    | Pain Killer                |
| 2012 | "Wild Child"                            | 24              |          |                            |
| 2012 | "Hanabi"                                | 29              | 4,409    | Pain Killer                |
| 2012 | "Dreamer Dreamer / Doko e mo Ikanai yo" | 30              |          | Pain Killer                |
| 2014 | "Jewel"                                 | 20              | 3,389    | ICE CANDY                  |
| 2014 | "I'm Scarlet"                           | 59              |          | It's Our Time              |
| 2015 | "Hello, Shooting star"                  | 42              |          | It's Our Time              |

### Clip bài hát
| Năm  | Ca khúc                          | Đạo diễn         |
| ---- | -------------------------------- | ---------------- |
| 2006 | "Flowers"                        | Yamada Hiroyuki  |
| 2007 | "Do you Remember?"               |                  |
| 2007 | "Sweet Heart"                    | Tanaka Yuusuke   |
| 2008 | "Tiny Star"                      |                  |
| 2008 | "More than love"                 | Shimada Daisuke  |
| 2009 | "EVERGREEN"                      |                  |
| 2009 | "On the Right"                   |                  |
| 2009 | "Destiny"                        |                  |
| 2009 | "Aoi Tsuki to Ambivalence na Ai" | Kokubu Tetsuo    |
| 2010 | "Sunshine Girl"                  |                  |
| 2010 | "Let's Dance in the Moonlight"   |                  |
| 2010 | "moonlight"                      | Kenjiro Harigai  |
| 2010 | "YAY"                            | Masaki Takehisa  |
| 2011 | "15 Doors"                       |                  |
| 2011 | "Chu Chu"                        |                  |
| 2011 | "Uta wo Utaou"                   |                  |
| 2012 | "Tomodachi/Koibito"              | Satou Yuichirou  |
| 2012 | "Bon Appetit"                    | Sunaga Hideaki   |
| 2012 | "Love is Everywhere"             | Kakimoto Kensaku |
| 2012 | "Wild Child"                     | Sutou Kanji      |
| 2012 | "Hanabi"                         |                  |